# Prácticas sexuales taoístas

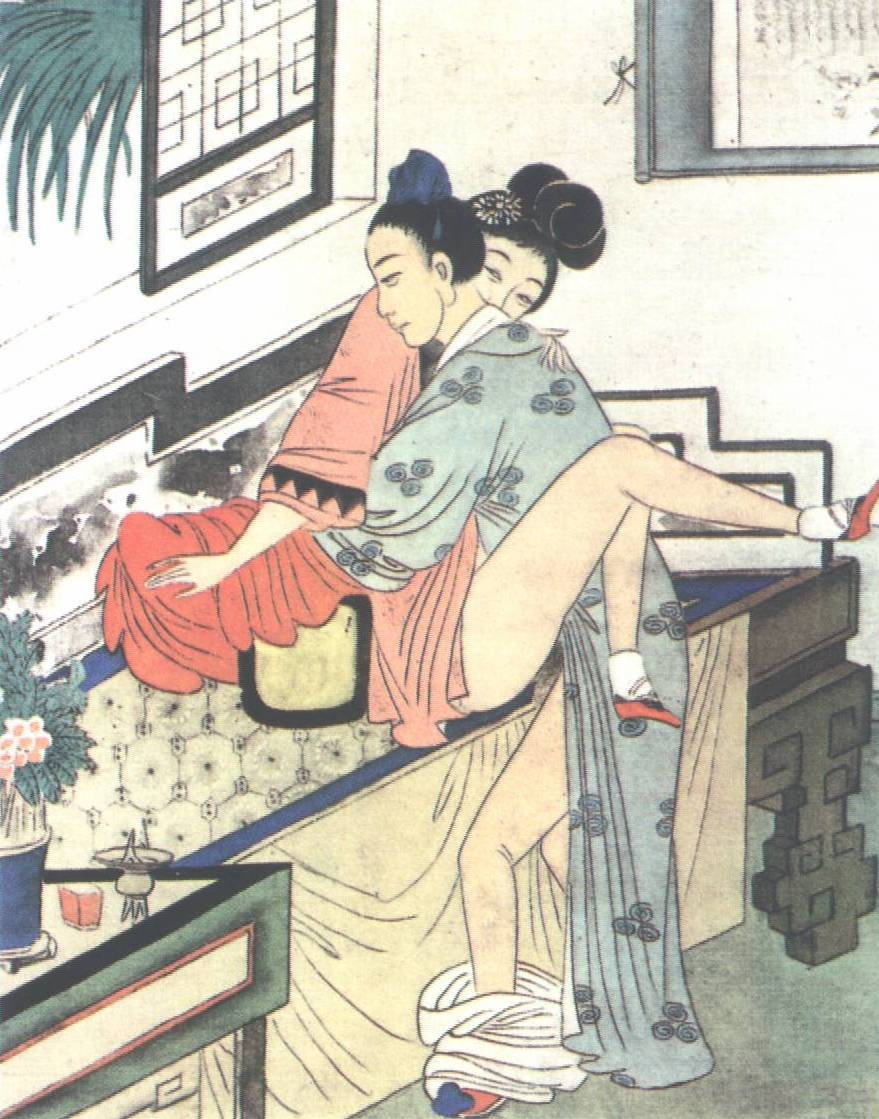
"合气" ("La unión de las esencias"), ilustración de Chang We-Che'ng que vivió en los siglos y, dinastía Tang.

Las prácticas sexuales taoístas (en chino simplificado, 房中术; en chino tradicional, 房中術; pinyin, fángzhōngshù; literalmente, ‘el arte chino de la alcoba’), son las ancestrales prácticas desarrolladas en la China antigua referidas literariamente como "la unión de la energía" o "la unión de las esencias". Los practicantes suponían que llevando a cabo determinadas técnicas de las artes sexuales podrían gozar de buena salud y mayor longevidad.

## Historia
Durante la dinastía Han algunas sectas taoístas mantenían relaciones sexuales como ejercicios espirituales, llamados "héqì" (合气, "unión de energía"). Los primeros textos que han sobrevivido son los que se encuentran en las tumbas Mawangdui. Aunque el taoísmo no se había desarrollado completamente como filosofía en esa época, estos textos comparten notorias similitudes con textos más tardíos de la dinastía Tang, como el Ishinpō. Las artes sexuales posiblemente alcanzaron un hito entre el final de la dinastía Han y el final de la dinastía Tang.
Después del año 1000, el puritanismo confuciano empezó a hacerse cada vez más fuerte, de manera que al iniciarse la dinastía Qing el sexo era ya un tema tabú en la vida pública. La doctrina confuciana alegaba que la separación de los sexos en las actividades sociales existía desde hacía dos mil años, y desterró las artes sexuales. Debido al tabú que rodeaba al sexo, existió mucha censura en la literatura de la dinastía Qing, y las artes sexuales desaparecieron de la vida pública. Como resultado de esto, algunos textos solo sobrevivieron en Japón, y muchos intelectuales no tuvieron conocimiento de que existió un concepto del sexo así de diferente en la China más antigua.

## Prácticas antiguas y medievales

### "Qi" (气), fuerza vital; y "jing" (精), esencia vital
En la base de todo el sistema de pensamiento taoísta está la idea de que el "qi (气)" forma parte de todo lo que existe. Según la medicina tradicional china, el "qi" está relacionado con otra sustancia energética contenida en el cuerpo humano conocida como "jing (精)" (esencia vital), y una vez que esta se ha gastado toda el cuerpo muere.
Esta corriente de pensamiento establece que el "jing" se puede perder de muchas maneras, pero sobre todo a través de la pérdida de fluidos corporales. Por eso los taoístas utilizaban prácticas con las que estimular, incrementar y conservar todo lo posible sus fluidos corporales. El fluido que era considerado como el que contenía la mayor parte de "jing" era el semen. Por lo tanto, el pensamiento taoísta cree conveniente la disminución de la frecuencia de la eyaculación, o incluso evitarla totalmente, con el fin de conservar la "esencia vital".

### El control masculino de la eyaculación
Muchos practicantes taoístas vinculaban la pérdida de fluidos eyaculatorios a la pérdida de la fuerza vital: pues una pérdida excesiva de fluidos originaría envejecimiento prematuro, enfermedades y fatiga general. Mientras que algunos taoístas afirmaban que nunca se debería eyacular, otros proporcionaban una fórmula específica para determinar la cantidad máxima de eyaculaciones con el fin de preservar la salud.
La idea general era la de limitar la pérdida de fluidos tanto como fuese posible al nivel de la práctica sexual deseada. A medida que estas prácticas sexuales fueron transmitidas a través de los siglos, algunos médicos fueron dando menos importancia a la limitación de la eyaculación. Sin embargo, la "retención del semen" era uno de los principios fundamentales de la práctica sexual taoísta.
Existen dos métodos para el control de la eyaculación prescrito por los taoístas. Con el fin de evitar la eyaculación, el varón puede dejar de estimular el pene antes de alcanzar la etapa de meseta previa al orgasmo, un método que el historiador británico Joseph Needham (1900-1995) denominaba coitus conservatus. Un segundo método consiste en la aplicación de presión en la base del pene. Esta técnica causa una eyaculación retrógrada, en la que los taoístas creen que el jing viaja hacia la cabeza y «alimenta el cerebro».

### El concepto del "jing" (精)
Otro concepto importante de "la unión de las esencias" era que la unión de un hombre y una mujer daría lugar a la creación de "jing" (精), un tipo de energía sexual. En el momento del acto sexual, se formaría el "jin", y el hombre podría transformar parte de este "jin" en "qi", y reponer su fuerza vital. Teniendo tanto sexo como fuese posible, los hombres tendrían la oportunidad de transformar cada vez más "jing", y como resultado obtendrían muchos beneficios para su salud.

### El concepto del "yin" (阴) y el "yang" (阳)
El concepto del yin y el yang es importante en el taoísmo, y por lo tanto también tiene una importancia especial en el sexo. El "yang" hace referencia a lo masculino, mientras que el "yin" a lo femenino. El hombre y la mujer eran el equivalente del Cielo y la Tierra, pero desconectados. Por lo tanto, mientras que el Cielo y la Tierra son eternos, el hombre y mujer están sometidos a una vida mortal. Cada interacción entre el "yin" y el "yang" tenía importancia. Debido a esta concepción, cada posición y actuación en el acto sexual tenía significación. Los textos taoístas describen un gran número de posiciones sexuales especiales que servirían para curar o prevenir enfermedades.

### El papel de la mujer
Para los taoístas, el sexo no debía solamente complacer al hombre. La mujer también debía ser estimulada y satisfecha con el fin de beneficiarse del acto sexual. El acto sexual solo debería ocurrir si ambas partes lo deseaban. Copulando de esta manera, la mujer crearía más "jing", y al hombre le sería más fácil absorber el "jing" para aumentar su propio "qi". A las mujeres también se les daba un lugar prominente en el Ishinpō, siendo el tutor la mujer. Una de las razones por las que se creía que las mujeres tenían una gran cantidad de fuerza era que no perdían vigor sexual tras el coito. La mujer tenía el poder de dar vida, y no tenía que preocuparse acerca de la eyaculación o del período refractario.
Pero a las mujeres a menudo se les dio una posición de inferioridad en la práctica sexual. Muchos de los textos tratan el sexo desde un punto de vista masculino, evitando la discusión de cómo el sexo podría beneficiar a las mujeres. Los hombres eran alentados a no limitarse a una mujer, recomendándoseles tener relaciones sexuales solo con mujeres hermosas y que no habían tenido hijos. A pesar de que el hombre debía complacer sexualmente a la mujer, esta seguía siendo solo un objeto. En numerosos puntos del Ishinpō la mujer aparece referida como el "enemigo"; esto era debido a que la mujer podría causar el derramamiento de semen y por consiguiente hacer perder vitalidad al hombre. En los textos sexuales posteriores de la dinastía Ming, las referencias a las mujeres habían perdido todo atisbo de semblanza humana y eran denominadas como el "otro", "crisol", o "cocina" con la que cultivar la vitalidad. La importancia de complacer a la mujer también se vio disminuida en textos posteriores. La práctica fue conocida como Caibu (採補), y consistía en un hombre penetrando a muchas mujeres sin eyaculación.
Las mujeres también fueron consideradas como un medio para aumentar la longevidad de los hombres. Muchos de los textos antiguos se dedicaron a explicar cómo un hombre podría usar el sexo para extender su propia vida. Sin embargo, este aumento de longevidad solo era posible a través de la absorción de las energías vitales de la mujer ("jing" y "qi"). Algunos taoístas llamaban al acto sexual "La batalla del robo y el fortalecimiento." Estos métodos sexuales podrían estar correlacionados con los métodos militares taoístas: en lugar de asaltar directamente las puertas del enemigo, la estrategia de la batalla consistía en una serie de fintas y maniobras que debilitaría la resistencia del enemigo.

### El tiempo y el lugar
En el texto Beneficios para la salud de la alcoba ("Fangzhong buyi", 房中補益) se indica que determinados momentos eran mejores que otros para el coito. Una persona debería evitar tener relaciones sexuales en la luna llena o en los cuartos, ni en los días en que se registraran fuertes vientos, lluvia, niebla, frío o calor, truenos, relámpagos, oscuridad sobre el cielo y la tierra, eclipses solares o lunares, arco iris y terremotos. Tener relaciones sexuales en estos tiempos dañaría el espíritu de un hombre y haría que las mujeres se enfermasen. Los niños concebidos en estos tiempos serían locos, estúpidos, malos o tontos; mudos, sordos, cojos o ciegos; sin piedad filial y violentos.
También era importante seleccionar el día correcto para el coito si una persona deseaba tener hijos. Después del período de una mujer, el primer, tercer y quinto día eran los mejores. Si en estos días el hombre eyaculaba después de la medianoche, el niño sería probablemente varón. Si se deseaba una niña, el hombre debería eyacular en el segundo, cuarto o sexto día después del cese de período de la mujer.
El lugar del acto sexual también era importante. Los amantes deberían evitar el resplandor del sol, la luna o una estrella, el interior de los templos, la proximidad a templos, pozos y letrinas, estufas, y la cercanía de tumbas o ataúdes.
Siguiendo estos preceptos se suponía que la descendencia de la familia sería buena, sabia y virtuosa. En cambio, si los preceptos no eran seguidos, la descendencia sería maligna y finalmente la familia se extinguiría.

## Longevidad e inmortalidad
Algunas sectas taoístas de la dinastía Ming creían que una manera en que los hombres podían lograr longevidad era teniendo relaciones sexuales con vírgenes, en particular vírgenes jóvenes. Libros sexuales taoístas, tales como el Hsuan Wei Hshin ("imágenes mentales de los misterios y sutilezas de las técnicas sexuales") y San Feng Tan Cheueh ("instrucciones de Zhang Sanfeng de alquimia fisiológica"), escritos, respectivamente, por Zhao Liangpi y Zhang Sanfeng (que no debe confundirse con el semimítico Zhang Sanfeng que vivió en un periodo anterior), llaman a la mujer compañera sexual ding (鼎) y recomendaban relaciones sexuales con vírgenes premenárquicas. Zhao Liangpi llega a la conclusión de que la ding ideal es una virgen premenárquica de poco menos de 14 años de edad y que las mujeres mayores de 18 años deberían ser evitadas. Zhang Sanfeng fue más allá y dividió a las ding en tres categorías: la categoría más baja sería la de mujeres de entre 21 y 25 años de edad; la categoría intermedia, la de mujeres vírgenes menstruantes de entre 16 y 20 años de edad; y la categoría más alta correspondía a vírgenes premenárquicas de 14 años de edad.
De acuerdo con Ge Hong, un alquímico taoísta del siglo IV, "aquellos que buscan la 'inmortalidad' debe perfeccionar los elementos esenciales absolutos. Estos consisten en atesorar el "jing", hacer circular el "qi" y consumir la gran medicina". Las artes sexuales tienen especial consideración por el primer precepto, atesorar el "jing". Esto es en parte debido a que el ahorrar el "jing" suponía enviarlo hacia el cerebro. Con el fin de enviar el "jing" al cerebro, el varón tenía que abstenerse de la eyaculación durante el acto sexual. De acuerdo con algunos de los taoístas, si esto se hacía, el "jing" viajaría por la columna vertebral y nutriría el cerebro en lugar de dejar el cuerpo debilitándolo. Ge Hong también establece, sin embargo, que es una locura creer que la sola realización de las artes sexuales basta para alcanzar la inmortalidad y que algunos de los antiguos mitos sobre las artes sexuales habían sido malinterpretados y exagerados. De hecho, las artes sexuales tenían que ser practicadas junto con alquimia para conseguir mayor longevidad. Ge Hong también advirtió que estas prácticas podrían ser peligrosas si se hacían de forma incorrecta.

### Textos contemporáneos
- Frantzis, Bruce. Taoist Sexual Meditation. North Atlantic Books, 2012.
- Chang, Jolan. The Tao of Love and Sex. Plume, 1977.
- Chang, Stephen T.. The Tao of Sexology: The Book of Infinite Wisdom. Tao Longevity LLC, 1986.
- Chia, Mantak and Maneewan. Cultivating Female Sexual Energy. Healing Tao, 1986.
- Chia, Mantak and Michael Winn. Taoist Secrets of Love. Aurora, 1984.
- Chia, Mantak and Maneewan. The Multi-Orgasmic Couple. HarperOne, 2002.
- Hsi Lai. The Sexual Teachings of the White Tigress: Secrets of the Female Taoist Masters.  Destiny Books, 2001.
- Needham, Joseph. Science and Civilization in China, 5:2. Cambridge: Cambridge University, 1983.
- Reid, Daniel P. The Tao of Health, Sex & Longevity. Simon & Schuster, 1989.
- Robinet, Isabelle. Taoism: Growth of a Religion (Stanford: Stanford University Press, 1997 [original French 1992]). ISBN 0-8047-2839-9
- Van Gulik, Robert. The Sexual Life of Ancient China: A Preliminary Survey of Chinese Sex and Society from ca. 1500 B.C. till 1644 A.D. Leiden: Brill, 1961.
- Ruan Fangfu. Sex in China: Studies in Sexology in Chinese Culture Plenum Press, 1991.
- Wik, Mieke and Stephan. Beyond Tantra: Healing through Taoist Sacred Sex. Findhorn Press, 2005.
- Wile, Douglas. The Art of the Bedchamber: The Chinese Sexual Yoga Classics including Women's Solo Meditation Texts. Albany: State University of New York, 1992.
- Zettnersan, Chian. Taoist Bedroom Secrets, Twin Lakes, WI: Lotus Press, 2002.
- James W. McNeil. Ancient Love Making Secrets The Journey Toward Immortality www.sexforhealth.net, www.littlenineheaven.com

### Textos clásicos
- Fangzhong buyi (房中補益) Beneficios de alcoba
- Ishinpō